# Perro de presa

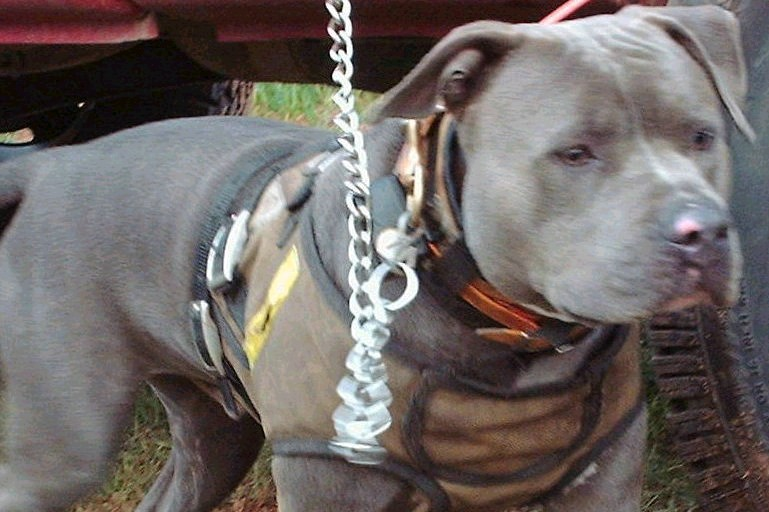
Un perro de presa Amstaff con una protección de Kevlar y protector de cuello

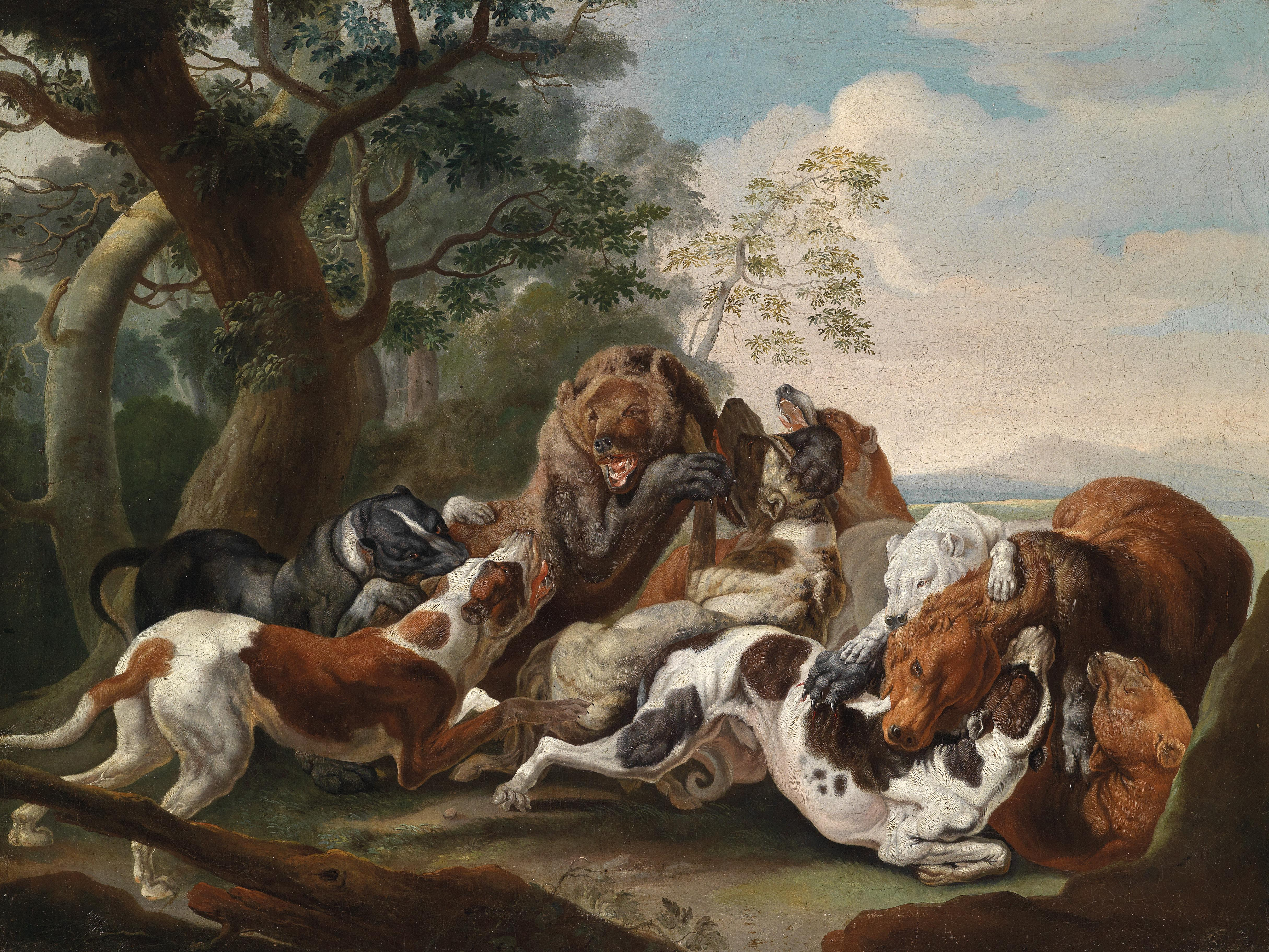
Perros de presa cazando osos..

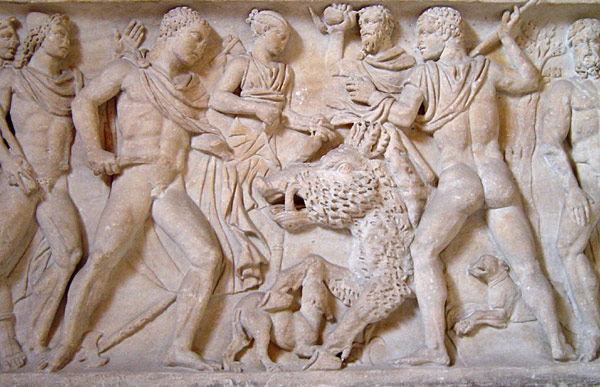
Los romanos utilizaron "perros de presa" para cazar jabalí.

Perro de presa (en inglés: Catch dog) es un perro utilizado y entrenado para capturar con sus mandíbulas a grandes animales, a ejemplo de jabalíes, osos, etc. Tales perros históricamente también fueron útiles en el trabajo con el ganado y en el hostigamiento de animales.
En el trabajo con el ganado, los perros de presa utilizan su peso y dientes para inmovilizar animales vivos de modo que pueden ser capturados e incluso sacrificados por la persona responsable, quiénes pueden ser criadores de ganado, cazadores, carniceros, o labradores.

## Razas de perro de presa
El término "catch dog" en inglés corresponde en portugués a Cão de Fila y español a Perro de presa. La mayoría de los perros de presa son descendientes del Antiguo Bulldog Inglés o Alano y otros perros de tipo moloso. El Dogo Argentino es un ejemplo de perro de presa y fue  específicamente criado para cazar jabalí en Argentina. 
El Dogo Argentino es generalmente cruzado con Pit bull terriers en el sur de Estados Unidos, específicamente para caza de jabalí, aun así ocasionalmente los cazadores utilizarán Pit Bulls puros.[cita requerida]
Otras razas utilizadas como perros de presa o utilizados para criar perros de presa incluyen:
- Presa Canario
- Alano Español
- Dogo Español
- Pit Bull Terrier americano
- Bulldog americano[3]
- Americano Staffordshire Terrier[cita requerida]
- American Staghound
- Bandog[4]
- Bóxer[5]
- Bullmastiff
- Cane Corso[6]
- Catahoula Bulldog[7]
- Dogo de Burdeos
- Bull Terrier
- Mastín inglés
- Fila Brasileño
- Gran danés, también conocido como Boarhound
- Mastín napolitano
- Staffordshire Bull Terrier[cita requerida]